# Emmetten
Emmetten ist eine politische Gemeinde des Kantons Nidwalden in der Schweiz.

## Geographie
Emmetten liegt an der Kantonsstrasse Beckenried-Seelisberg, in erhöhter Lage auf einer voralpinen Terrasse über dem Südufer des Vierwaldstättersees. Das Gemeindegebiet reicht von 434 m ü. M. am Ufer des Sees bis hinauf zum Gipfel des Schwalmis, mit 2246 m ü. M. höchster Punkt der Gemeinde. Weitere markante Punkte sind der Niderbauen Chulm mit 1923 m ü. M., der das Dorf überragt, sowie der Oberbauenstock mit 2117 m ü. M. in der Südostecke des Gemeindegebiets.
Im Süden und Osten bildet die durch die vorgenannten Gipfel markierte Gemeindegrenze gleichzeitig die Grenze zum Kanton Uri mit den Gemeinden Isenthal im Süden und Seelisberg im Osten. Im Vierwaldstättersee findet sich ein Dreikantonseck (Nidwalden, Schwyz und Uri) ().
Zur Gemeinde gehören mehrere Gehöfte unten am See, das Dorf auf der Terrasse mit mehreren Ortsteilen (Schöneck, Gumprecht, Sagendorf, Sunnwil, Hattig) sowie das südlich des Dorfes gelegene Choltal. Von Süd nach Nord durchquert der Cholbach die Gemeinde und mündet dann in den Vierwaldstättersee.
Vom gesamten Gemeindegebiet sind nur 2,6 % Siedlungsfläche. Den Grossteil des Gemeindeareals bedecken mit 45,8 % Anteil Gebüsch und Wald. Der grösste davon ist der Brennwald. Daneben werden 37,9 % landwirtschaftlich genutzt – oft sind es Alpen. Weitere 13,7 % sind unproduktive Flächen (meist Gebirge und See).

## Geschichte

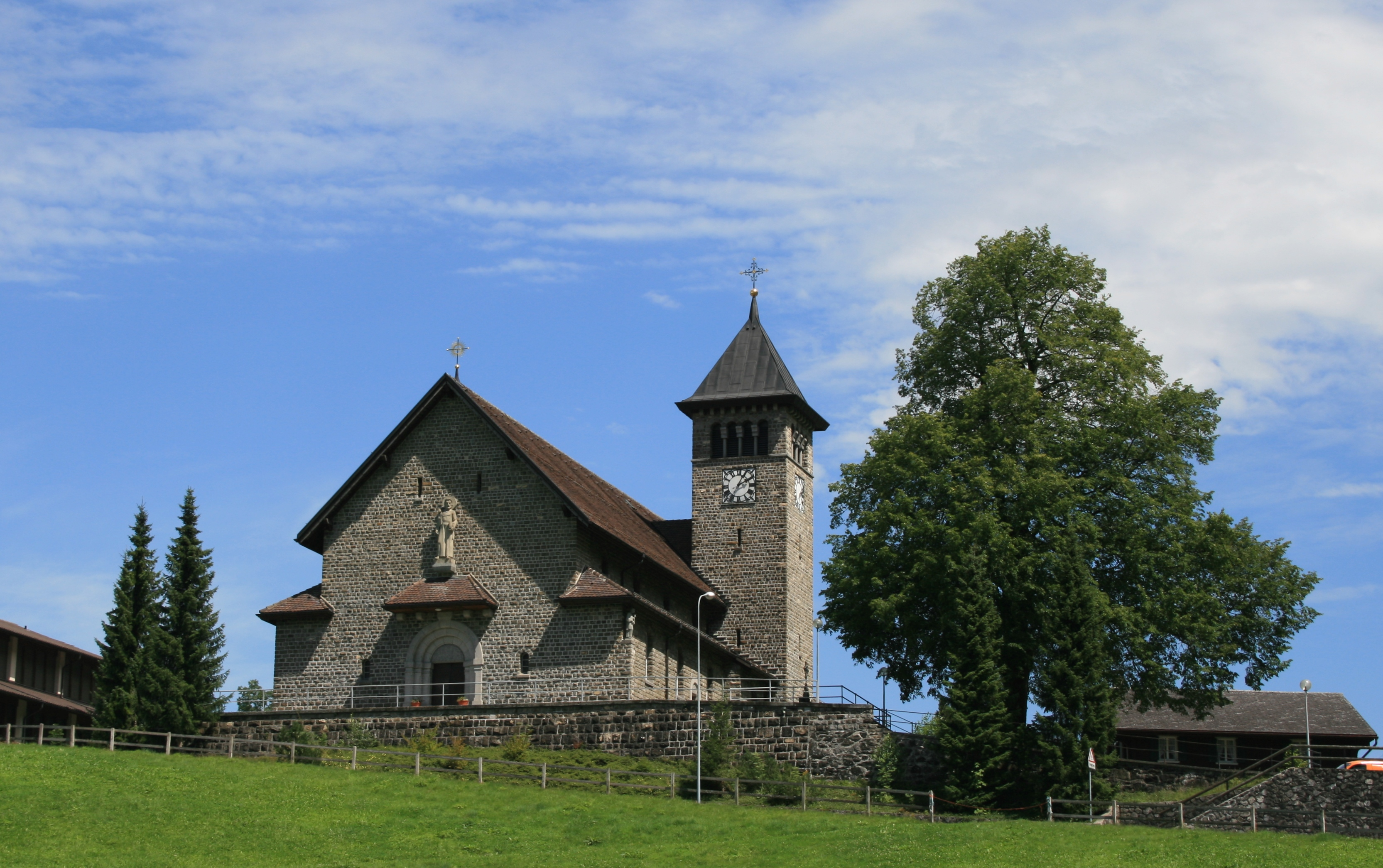
Kath. Kirche

Es wird erzählt, dass der erste Bewohner von Emmetten im Ryters, einer vom Brennwald umschlossenen Wiese, seinen Wohnsitz aufgeschlagen habe. Dieser Mann sei jeden Sonntag nach St. Jakob, dem ersten Gotteshaus im Gebiet unter dem Kernwald, zum Gottesdienst gegangen. In Ermangelung eines Kalenders habe der Mann, Küfer von Beruf, jeden Werktag ein „Mälchterli“ verfertigt. Seien sechs beisammen gewesen, so habe er sich anderntags auf den Weg zum Gottesdienst begeben.
Im Urban des Klosters Engelberg von 1150 taucht der Name Emmetten erstmals auf. 1275 tritt ein Cunrat von Emmetten als Zeuge in einem Streit zwischen dem Kloster Engelberg und den Landleuten von Uri-Alpgebiet betreffend auf.
Seit der Errichtung der Pfarrei Buochs im Jahre 1120 gehörte Emmetten zu diesem Kirchgang.
Im Jahre 1307 wurde eine Kapelle zu Ehren des hl. Jakobus des Älteren geweiht. Anno 1454 erteilten der Abt von Engelberg, der Pfarrer und die Kirchgenossen von Buochs den Bergleuten von Emmetten die Bewilligung, eine Kaplanei zu errichten, was 1457 auch durch die Gründung einer Pfründe ermöglicht wurde. 1474 wurde Emmetten Pfarrei.
1601 erschütterte ein heftiges Erdbeben die Kapelle, so dass ein neues Gotteshaus gebaut werden musste. Dessen Einweihung fand 1616 statt. Im Brand des Pfarrhauses vom 9. Januar 1741 gingen fast alle Tauf- und Sterbebücher verloren. Schon 1562 muss eine Strasse „vom Melbach bis uf Emmetten an unsre March“ geführt haben, was auch spätere Landbücher bestätigen.

Historisches Luftbild von Werner Friedli von 1956

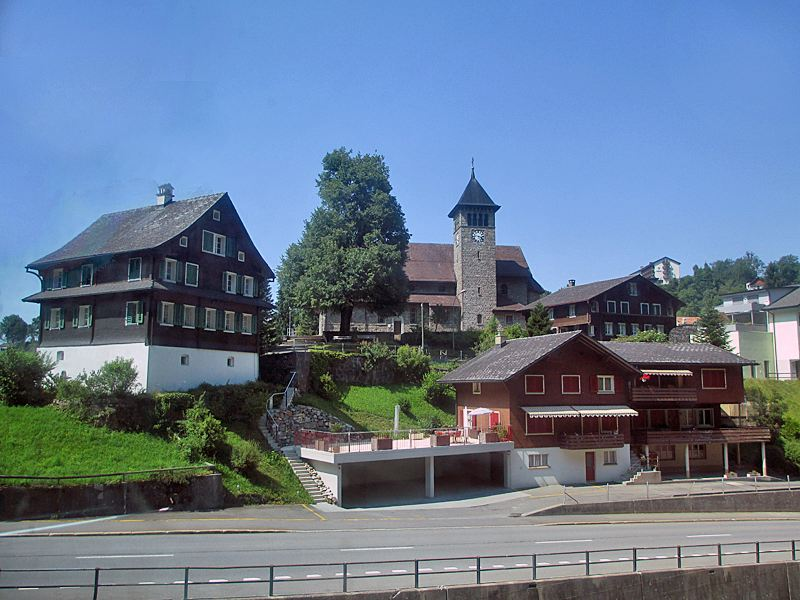
Dorfkern mit Pfarrkirche

Im Jahre 1877 beschloss die Landsgemeinde die Erstellung der Fahrstrasse Beckenried-Emmetten, 1885 kam die Post ins Dorf, 1895 die erste öffentliche Telefonverbindung.
1913 fuhr die erste Seilbahn auf den Niederbauen, die 1925 umgebaut, 1933 elektrifiziert und 1960 zeitgemäss ausgebaut wurde.
1914 erfolgte die Elektrifizierung des Dorfes. Am 9. Juli 1933 wurde die neue Pfarrkirche St. Jakob eingeweiht. 1968 wurde die Gondelbahn Emmetten-Stockhütte gebaut; 2008 wurde sie umgebaut, so dass sie schneller und mehr Touristen auf die Stockhütte befördern kann. Erst durch die Erstellung dieser Gondelbahn nahm der Fremdenverkehr in Emmetten stark zu. Heute stehen in Emmetten zahlreiche Ferienhäuser und auch viele Eigentumswohnungen.

### Wappen
Das 1901 von Robert Durrer geschaffene Wappen zeigt „Im roten Feld drei silberne (weisse) Jakobsmuscheln“. Die Muscheln stehen für den Apostel Jakob den Älteren, Hauptpatron der alten Emmetter Pfarrkirche.

## Bevölkerung

### Bevölkerungsentwicklung
Die Einwohnerzahl wuchs zwischen 1743 und 1850 stark an. Der hohe Geburtenüberschuss war der Hauptgrund dafür. Zwischen 1860 und 1930 wuchs die Bevölkerung – bei Schwankungen zwischen 572 und 632 Bewohnern, meist um die 600 – dann nicht mehr. Dem Geburtenüberschuss stand eine Abwanderung wegen der abgeschiedenen Lage entgegen. Der Ausbau der Strasse von Beckenried her, die Verbesserung des Angebots des Öffentlichen Verkehrs und vor allem der Bau der A2 führten zu einem raschen Anstieg der Einwohnerzahlen ab 1970 (1970–2009: +94,6 %). Die Gemeinde wurde wegen ihrer Höhenlage (oft über der Nebelgrenze) und der günstigen Baulandpreise auch für Pendler attraktiv.
Bevölkerungsentwicklung von Emmetten seit 1743 Quelle: Volkszählungen (1850–2000 Eidgenössische), Bundesamt für Statistik (ab 2010)

### Sprachen
Die Bevölkerung spricht eine hochalemannische Mundart. Nidwaldnerdeutsch wird noch häufig gesprochen. Bei der letzten Volkszählung im Jahr 2000 gaben 91,8 % Deutsch, 1,8 % Englisch und 1,5 % Italienisch als Hauptsprache an.

### Religionen – Konfessionen
Die Bevölkerung gehörte früher vollumfänglich der römisch-katholischen Kirche an. Die Konfessionsverhältnisse im Jahr 2000 lassen trotz Durchmischung immer noch die ursprüngliche Struktur erkennen. 835 Personen waren katholisch (70,52 %). Daneben gab es 16,47 % protestantische und 1,01 % andere Christen, 0,68 % Muslime, 0,42 % Angehörige anderer Bekenntnisse und 8,7 % Konfessionslose. 26 Personen (2,2 %) machten keine Angaben zu ihrem Glaubensbekenntnis. Bis vor dreissig Jahren war fast die gesamte Einwohnerschaft katholisch. Die Entkirchlichung, der Bau eines Ausbildungszentrums der Pfingstbewegung und die starke Zuwanderung aus anderen Gemeinden hat in Emmetten zu einem raschen Anstieg anderer Bekenntnisgruppen geführt.

### Herkunft – Nationalität
Von den 1592 Bewohnern Ende 2021 waren 1311 (82,35 %) Schweizer Staatsangehörige. Die Zugewanderten stammen mehrheitlich aus Mitteleuropa (Deutschland 129, Österreich 11, Niederlande 8, Slowakei und Ungarn je 7 und Frankreich 6 Personen), aus Südeuropa (Portugal 20, Italien 17 und Spanien 8 Personen) und dem Vereinigten Königreich (28 Personen). Bei der Volkszählung 2000 waren 1040 Personen (87,84 %) Schweizer Bürger; davon besassen 42 Personen eine doppelte Staatsbürgerschaft.

### Altersstruktur
Die Gemeinde zählt einen hohen Anteil an Leuten höheren Alters. Von den Einwohnern sind mehr als die Hälfte 50 Jahre alt oder älter (801 Personen oder 50,31 %). Während der Anteil der Personen unter zwanzig Jahren 15,33 % der Ortsbevölkerung ausmacht, sind 20,41 % Senioren (65 Jahre und älter). Die grösste Altersgruppe stellen mittlerweile die Personen zwischen 60 und 79 Jahren. Im Jahr 2000 war es noch die Altersgruppe von 30 bis 44 Jahren. Grund dafür ist die Alterung der Generation der Babyboomer (Jahrgänge bis 1965). Auf 100 Leute im arbeitsfähigen Alter (20–64 Jahre; 1023 Personen) entfallen 24 Junge (244 Personen) und 32 Menschen (325 Personen) im Pensionsalter.
Die aktuelle Altersverteilung zeigt folgende Tabelle:
| Alter                                                             | 0–6 Jahre | 7–15 Jahre | 16–19 Jahre | 20–29 Jahre | 30–44 Jahre | 45–59 Jahre | 60–79 Jahre | 80 Jahre und mehr | Einwohner |
| Anzahl                                                            | 108       | 100        | 36          | 138         | 312         | 407         | 441         | 50                | 1592      |
| Anteil                                                            | 6,78 %    | 6,28 %     | 2,26 %      | 8,67 %      | 19,60 %     | 25,57 %     | 27,70 %     | 3,14 %            | 100 %     |
| Quelle: Bundesamt für Statistik, Bevölkerung nach Alter Ende 2021 |           |            |             |             |             |             |             |                   |           |

Die Alterung nimmt zu. Dies beweist der Vergleich mit dem Jahr 2000. Bei der letzten Volkszählung im Jahr 2000 ergab sich folgende Altersstruktur:
| Alter  | 0–6 Jahre | 7–15 Jahre | 16–19 Jahre | 20–29 Jahre | 30–44 Jahre | 45–59 Jahre | 60–79 Jahre | 80 Jahre und mehr | Einwohner |
| Anzahl | 74        | 168        | 54          | 117         | 307         | 267         | 171         | 26                | 1184      |
| Anteil | 6,25 %    | 14,19 %    | 4,56 %      | 9,88 %      | 25,93 %     | 22,55 %     | 14,44 %     | 2,20 %            | 100 %     |

## Wirtschaft

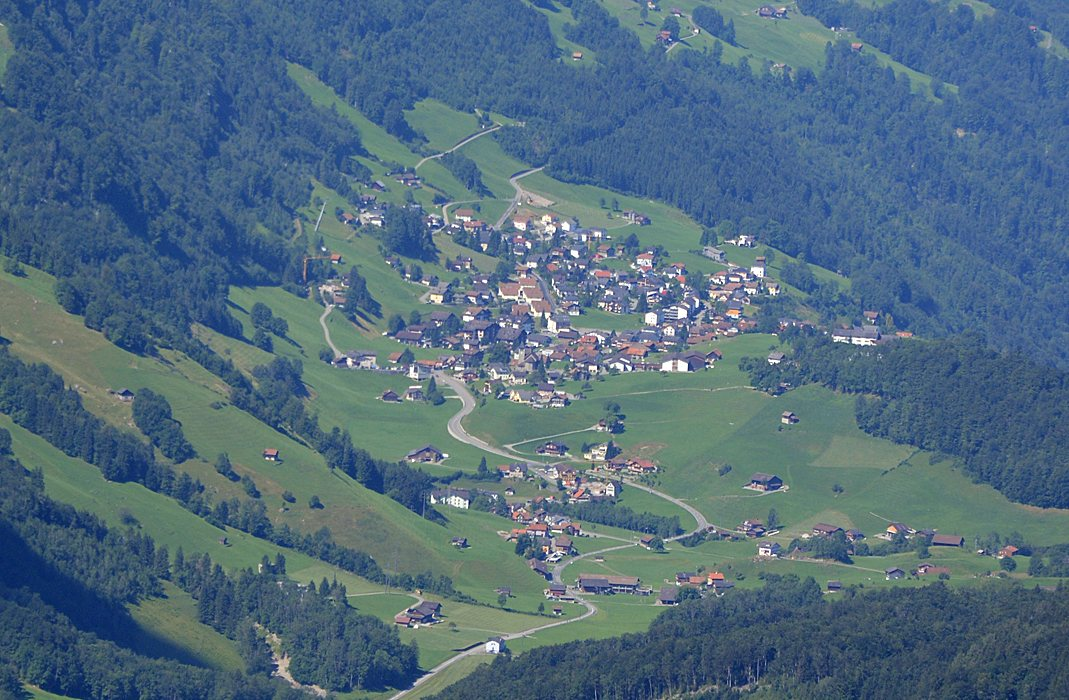
Emmetten NW

Landwirtschaft, Käserei und Holzverarbeitung waren bis lange ins 20. Jahrhundert die Hauptwirtschaftszweige in Emmetten. Daneben gab ab der Zwischenkriegszeit noch wenige Arbeitsstellen im Fremdenverkehr.
In Emmetten ist die Arbeitslosigkeit tief; die Sozialhilfequote betrug 2019 0,77 %. Im Jahr 2020 waren von 393 Beschäftigten 218 männlich und 175 weiblich. Die Mehrheit der Beschäftigten arbeitete 2020 in Dienstleistungsunternehmen (Sektor 3). Danach folgte der Bereich Industrie und Gewerbe (Sektor 2). Der lange Zeit dominierende Bereich Landwirtschaft/Forstwirtschaft/Fischerei (Sektor 1) hat nur noch untergeordnete Bedeutung. Die Zahlen für die drei Sektoren sehen wie folgt aus:
| | 1. Sektor | 1. Sektor    | 1. Sektor         | 2. Sektor | 2. Sektor    | 2. Sektor         | 3. Sektor | 3. Sektor    | 3. Sektor         | Total    | Total        | Total             |
| | Betriebe  | Beschäftigte | Vollzeit- stellen | Betriebe  | Beschäftigte | Vollzeit- stellen | Betriebe  | Beschäftigte | Vollzeit- stellen | Betriebe | Beschäftigte | Vollzeit- stellen |
| Anzahl | 25        | 53           | 29                | 25        | 78           | 63                | 87        | 262          | 154               | 137      | 393          | 246               |
| Anteil | 18,25 %   | 13,49 %      | 11,79 %           | 18,25 %   | 19,85 %      | 25,61 %           | 63,50 %   | 66,67 %      | 62,60 %           | 100 %    | 100 %        | 100 %             |
| Quelle: Bundesamt für Statistik; Statistik der Unternehmensstruktur STATENT, Arbeitsstätten und Beschäftigte nach Gemeinde und Wirtschaftssektoren |           |              |                   |           |              |                   |           |              |                   |          |              |                   |

Im Jahr 2000 gab es 305 Erwerbstätige in Emmetten. Davon waren 237 (77,70 %) Einheimische und 68 Zupendelnde. Die Zupendelnden kamen zur Hälfte aus den Nachbargemeinden Beckenried und Seelisberg. Im gleichen Jahr waren 643 Menschen aus Emmetten erwerbstätig. Somit arbeiteten 406 Personen in anderen Gemeinden. In den Nidwaldner Hauptort Stans pendelten 104 Personen (= 25,6 % aller Wegpendelnden), nach Buochs 41 Personen (10,1 %), in die Stadt Luzern 40 Personen (9,9 %) und nach Beckenried 33 Personen (8,1 %).

## Verkehr
Der Autobahnanschluss an die A2 (Gotthardroute) ist in fünf Minuten von Emmetten erreichbar. Ans Netz des Öffentlichen Verkehrs ist Emmetten mit der Postautolinie Stans, Länderpark – Stans, Bahnhof – Seelisberg, Bahnhof angeschlossen. Fünf Seilbahnen erschliessen die Wander- und Wintersportgebiete Emmetten-Stockhütte und Klewenalp.

## Sehenswürdigkeiten

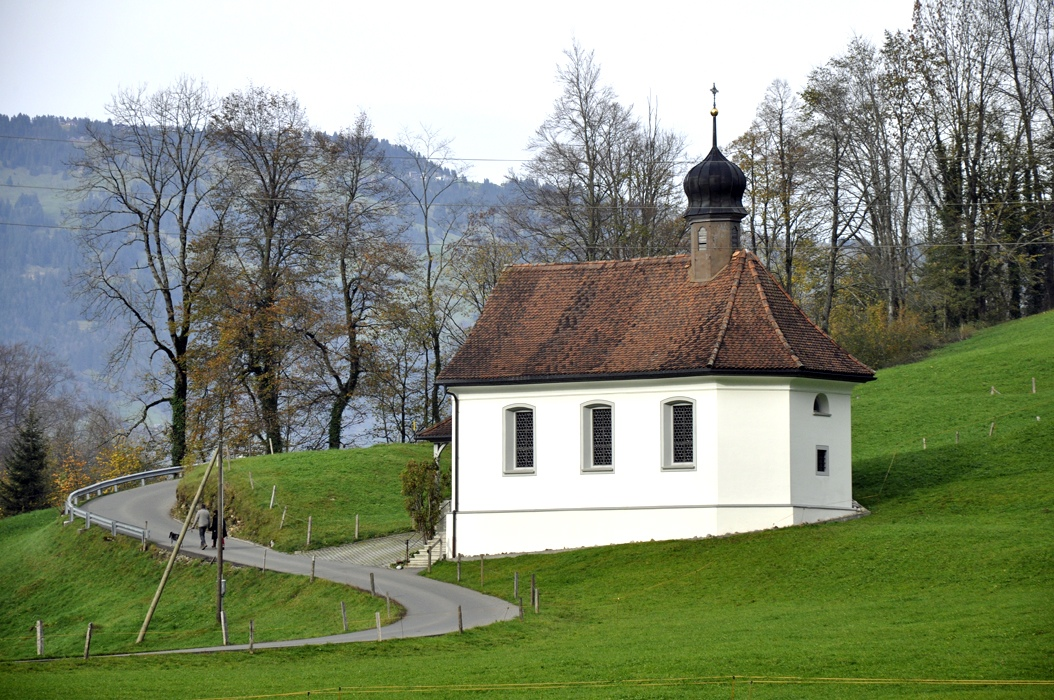
Die Kreuzkapelle

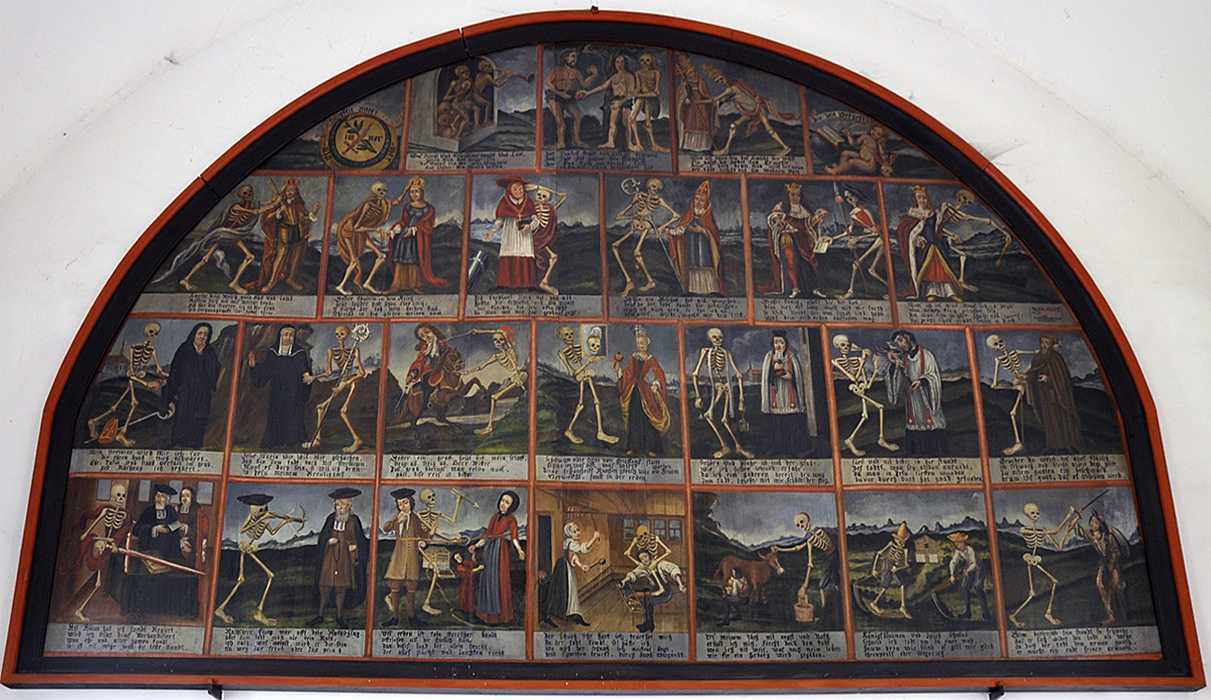
Die Totentanztafel in der Kreuzkapelle

- Die Totentanztafel aus dem ehemaligen Beinhaus neben der alten Kirche St. Jakob wird seit dem Abriss von Kirche und Beinhaus in der Kreuzkapelle an der Straße nach Seelisberg aufbewahrt. Die bogenförmig abgeschlossene Totentanztafel aus der Zeit um 1710 war früher an der Rückwand der Beinhauskapelle in den Schildbogen eingepasst. Die Tafel ist durch gemalte rote Leisten in 23 beinahe quadratische Einzelbilder mit zwei Zwickelfeldern am Bogenrand aufgeteilt, alles in vier Reihen angeordnet, die durch Schriftbänder mit den Begleitversen voneinander getrennt sind. Oberste Reihe: Beinhauskonzert, Sündenfall, Papst, umgeben von Symbolen für Ewigkeit und Vergänglichkeit. 2. Reihe: Kaiser, Kaiserin, Kardinal, Bischof, König, Königin. 3. Reihe: Abt, Äbtissin, Graf, Edelfrau, Pfarrer, Kaplan, Waldbruder. 4. Reihe: Landammann, Ratsherr, Eheleute, Schuster, Melker, Mäher, Bettler.[7]
- Votivbilder: Künstlerisch wertvolle Figuren aus der früheren Pfarrkirche in Emmetten befinden sich in der Allweg-Kapelle in Ennetmoos und im Museum. Die Ausstattung der sog. Hammen-Kapelle ist verschollen.

- Wildbeobachtungspfad Emmetten (Niederbauen – Stockhütte – Heitliberg – Klewenalp)

## Persönlichkeiten
- Karl Würsch (1827–1908), Politiker
- Res Schmid (* 1958), Testpilot der Schweizerischen Luftwaffe, erster Schweizer F/A-18-Pilot, Politiker (SVP), Landrat/Regierungsrat des Kantons Nidwalden